# Dicyphus escalerae
Dicyphus escalerae is een wants uit de familie van de blindwantsen (Miridae). De soort werd het eerst wetenschappelijk beschreven door Håkan Lindberg in 1934.

## Uiterlijk
De tamelijk langwerpige, enigszins doorzichtig ogende blindwants kan 3 tot 4 mm lang worden en zowel de vrouwtjes als de mannetjes kunnen brachypteer (kortvleugelig) of macropteer (langvleugelig) zijn. De pootjes zijn licht gekleurd en hebben zwarte vlekjes, voornamelijk op de dijen. Het halsschild kan bruin grijs tot groen gekleurd zijn en heeft altijd zwarte hoekpunten. De lichgekleurde kop heeft zwarte strepen achter de ogen en in het verlengde van de antennes. Het scutellum is donkerbruin met driehoekige lichte vlekken aan beide zijkanten. De punten van het hoornachtige deel van de voorvleugel (cuneus) hebben een donkere vlek. De antennes zijn donker gekleurd, het eerste segment is zwart met een lichter uiteinde en bij het tweede segment is het middendeel licht gekleurd. Het lichaam lijkt enigszins doorschijnende vleugels te hebben en heeft zwarte vlekjes waar zwarte haartjes uit komen.

## Leefwijze
De soort overwintert als eitje, nimf en als volwassen wants. De wantsen die in de lente en de zomer volwassen worden, zijn meestal langvleugelig, de dieren die later in de zomer of de herfst volwassen worden, zijn meestal kortvleugelig. De soort kan gevonden worden op warme zonnige plaatsen op grote leeuwenbek (Antirrhinum majus).

## Leefgebied
De soort komt oorspronkelijk uit Spanje en Italië maar rukt op naar het noorden, waarschijnlijk door het vervoer van de waardplant. In Nederland is de soort nog zeer zeldzaam.